# Petrocodon jasminiflorus
Petrocodon jasminiflorus är en tvåhjärtbladig växtart som först beskrevs av Ding Fang och Wen Tsai Wang, och fick sitt nu gällande namn av A. Weber och Mich. Möller. Petrocodon jasminiflorus ingår i släktet Petrocodon och familjen Gesneriaceae. Inga underarter finns listade i Catalogue of Life.